# The Midnight Ghost Train
The Midnight Ghost Train war eine US-amerikanische Stoner-/Hard-Rock-Band aus Topeka, Kansas. Die Band wurde im Jahre 2008 gegründet, stand bei Napalm Records unter Vertrag und hat vier Studioalben, eine EP und ein Live-Album veröffentlicht.

## Geschichte
Die Band wurde vom Sänger und Gitarristen Steve Moss gegründet, um seinen im Vorjahr verstorbenen Freund John Goff zu ehren. Moss kehrte dafür in seine Heimatstadt Buffalo zurück und suchte Musiker für seine Band. Die erste Besetzung bestand neben Moss aus dem Bassisten Toby Cole und dem Schlagzeuger Jake Levin. Der Bandname wurde dem Lied I’m So Lonesome I Could Cry von Hank Williams entnommen. Kurz bevor die Band ihre erste EP Johnny Boy aufnahm, wurde Toby Cole durch Keith Harry-Carrey ersetzt. Dieser verließ die Band kurz vor ihrer ersten, selbst organisierten Tournee und wurde durch Brandon Burghart ersetzt. Odie Lallo übernahm daraufhin den Bass.
Nach dem Ende der Rundreise zogen die Musiker nach Kansas und nahmen in Eigenregie ihr selbstbetiteltes Debütalbum auf, das 2009 erschien. Odie Lallo verließ aus gesundheitlichen Gründen die Band. Sein Nachfolger wurde Dave Kimmel. In dieser Besetzung tourte die Band 2010 erstmals durch Europa. Zwei Jahre später wurde das zweite Studioalbum Buffalo veröffentlicht, das von David Barbe produziert und komplett analog aufgenommen und gemischt wurde. Das Album enthält eine Coverversion des Liedes Cotton Fields von Leadbelly, das die Band a cappella vorträgt. Veröffentlicht wurde das Album von Karate Body Records.
Kurz nach dem Erscheinen des Albums verließ Dave Kimbell die Band wieder. Im April 2013 spielten The Midnight Ghost Train beim Roadburn Festival im niederländischen Tilburg. Der Auftritt wurde mitgeschnitten und unter dem Titel Live from Roadburn 2013 veröffentlicht. Im Mai 2014 fand die Band mit Mike Boyne einen neuen Bassisten. Etwas später wurden The Midnight Ghost Train vom österreichischen Plattenlabel Napalm Records unter Vertrag genommen. Am 27. Februar 2015 erschien ihr drittes Studioalbum Cold Was the Ground, das erneut von David Barbe analog produziert wurde.
Eine hartnäckige Handverletzung bei Steve Moss setzte die Band beinahe ein Jahr lang außer Gefecht. Nach einem Auftritt beim Graspop Metal Meeting begann die Band mit den Arbeiten an ihrem vierten Album. Cypress Ave. erschien am 28. Juli 2017 über Napalm Records und enthält einen Gastauftritt des Camp-Lo-Rappers Sonny Cheeba.
Am 11. April 2018 verkündeten The Midnight Ghost Train auf Facebook ihre Auflösung, damit die Mitglieder mehr Zeit mit ihren Familien verbringen können. Ihre letzte Show spielten sie am 24. Juni 2018 auf dem Maryland Doom Festival.
Seitdem tritt die Band wieder bei Musikfestivals auf. Ein Konzert 2022 beim Freak Valley Festival in Netphen-Deuz wurde für die deutsche Fernsehreihe Rockpalast aufgezeichnet.

## Stil
Die Musik von The Midnight Ghost Train wird in der Regel als Hard Rock oder Stoner Rock bezeichnet. Weitere Stilbeschreibungen sind Southern Rock, Sludge oder Heavy Rock. The Midnight Ghost Train werden dabei mit Bands wie Clutch, Red Fang oder Kyuss verglichen. Die Haupteinflüsse von Sänger Steve Moss sind Bluesrock und Gospel. Schlagzeuger Brandon Burghart hingegen ist stark von Led Zeppelin beeinflusst. Mit dem Album Cypress Ave. kam es zu einer musikalischen Kurskorrektur, bei der sich die Band mehr auf Bluesrock und klarem Gesang konzentrierte und auch Mariachi-Trompeten verwendete.

## Diskografie
- 2008: Johnny Boy (EP)
- 2009: The Midnight Ghost Train (Album)
- 2012: Buffalo (Album, Karate Body Records)
- 2013: Live from Roadburn 2013 (Livealbum, Roadburn Records)
- 2015: Cold Was the Ground (Album, Napalm Records)
- 2017: Cypress Ave. (Album, Napalm Records)